# Alcíone (filla d'Èol)
Segons la mitologia grega, Alcíone (en grec antic Άλκυόνη), va ser una heroïna, filla d'Èol, el rei dels vents (o Èol, rei de Magnèsia, i d'Enàrete, segons altres).
Es casà amb Ceix, fill de Fòsfor, l'estel del matí, amb el qual va viure feliç i amorosa durant molts anys. Eren tan feliços, que ells mateixos es comparaven a Zeus i Hera. Els déus, irritats pel seu orgull, els van transformar en ocells, a ell en cabussó i a ella en alció. Alcíone feia el seu niu a la vora del mar, però les onades el destruïen sempre. Zeus, apiadat d'ella, va ordenar als vents que es calmessin durant els set dies anteriors i posteriors al solstici d'hivern, quan l'alció cova els seus ous. Són els "dies de l'alció", durant els quals no hi ha tempestes.
Ovidi explica una història diferent. Quan el seu marit era embarcat en un llarg viatge per consultar l'oracle de Claros, va somniar que havia naufragat i que ja no tornaria. La matinada següent, va anar a la platja i veié el cadàver de Ceix surant sobre les ones. Desesperada, es llançà al mar, i els déus, compadits, la transformaren en alció, un ocell de veu planyívola, i van concedir al marit una metamorfosi semblant.